# Smithfield, Pennsylvania
Smithfield är en ort i Fayette County i delstaten Pennsylvania, USA.